# 格里芬 (印第安納州)
格里芬（英語：Griffin）是一個位於美國印地安納州波西縣的城鎮。

## 人口
根據2010年美國人口普查的數據，格里芬的面積為0.18平方千米，當中陸地面積為0.18平方千米，而水域面積為0.00平方千米。當地共有人口172人，而人口密度為每平方千米956人。